# Белагаш (Жаксинський район)
Белага́ш (каз. Белағаш) — село у складі Жаксинського району Акмолинської області Казахстану. Адміністративний центр та єдиний населений пункт Белагаського сільського округу.
Населення — 869 осіб (2021; 1149 у 2009, 1223 у 1999, 1269 у 1989).
Національний склад станом на 1989 рік:
- росіяни — 32 %;
- українці — 25 %.

У радянські часи село називалось також Бельагаш.